# Iva Hercíková
Iva Hercíková née Iva Vodňanská (le 2 novembre 1935 à Pardubice, en Tchécoslovaquie – le 27 janvier 2007 à Prague, aujourd'hui République tchèque) est une romancière et scénariste tchèque.

## Biographie
Elle est née à Pardubice. Après avoir obtenu son diplôme au lycée à Liberec en 1954, elle étudie la dramaturgie et la science de théâtre à l'Académie des arts du spectacle à Prague, DAMU, et elle finit ces études en 1958. Elle se marie en 1961 avec Jiří Robert Pick, son deuxième mari. À partir de 1964, elle travaille à Dehli, puis reste à Zbraslav en tant qu´écrivain.
En 1986 , elle émigre avec son troisième mari, d'abord en Allemagne et en 1987, ils déménagent aux États-Unis. D'abord installés en Floride, puis pendant dix ans à Manhattan dans la ville de New York. Hercíková cependant n'a jamais abandonné la nationalité tchèque. 
Après la Révolution de Velours en 1989, elle vit plusieurs mois à Prague, puis elle vit définitivement en République tchèque à partir de 2000. Elle vit ou à Prague ou à Harrachov. Le 27 janvier 2007 à Prague, la police confirme que Iva Hercíková commit son suicide. La raison en est sa grave maladie.

## Œuvre
Elle est l'auteur d'un certain nombre de scénarios pour la télévision, le cinéma et le théâtre. Certaines de ses œuvres appartiennent au genre littéraire de la science-fiction.
- Začalo to Redutou, 1964
- Nataša, 1980
  - Pět holek na krku, 1966
  - Trest, 1971
  - Druhá láska, 1973
- Pavouk, který kulhal, 1969
- Sestry, 1969
- Čekání, 1970
- Jsem nebe, 1970
- O zvědavém štěňátku, 1970
- Šance, 1970
- Muži můj, neplač, 1971
- Velká neznámá, 1971
- Dvakrát do stejné řeky, 1974
- Tři příběhy o lásce, 1974
- Ten kůň musí pryč, 1975
- Plástev medu, 1976, nouvelle édition 2011, Motto,  (ISBN 978-80-7246-542-2)
- Dvakrát do stejné řeky, 1977
- Andrsenka, 1978
- Sova sídlí v dutém stromě, 1978
- Jak namalovat ptáčka, 1980
- Johana: Novela o mládí Karolina Světlá, 1980
- Stín spánku, 1982
- Sůvy, 1982
- Lékař duší a zvířat, 1985
- K domovu se nedívej, anděli, 1994, nouvelle édition 2004, Motto,  (ISBN 80-7246-134-6)
- Hester aneb O čem ženy sní, 1995
- Klára, holub růžový, 1996
- Rady mladému muži, 1996
- Trest, 1998
- Vášeň, 1998
- Touha, 1999
- Zrada, 2001
- Jsem nebe, 2002
- Pět holek na krku po třiceti letech, 2003
- Tři v háji 2004, avec Halina Pawlowská (cs) a Michal Viewegh
- Možná ho najdeš na ulici, 2006, Motto,  (ISBN 80-7246-317-9)
- Dám si to ještě jednou, 2009, Motto,  (ISBN 978-80-7246-453-1)
- O štěňátku, 2010, Motto;  (ISBN 978-80-7246-350-3)